# NHL (série de jogos eletrônicos)
NHL é uma série de jogos eletrônicos de hóquei no gelo desenvolvida e publicada pela Electronic Arts, sob a licença da liga NHL, alguns jogos da franquia também têm licenças de outras ligas como a AHL, ligas europeias e seleções nacionais.

## Installments
| Nome                | Ano  | Plaaformas                    | Jogadores da capa (versão internacional)                                                             |
| ------------------- | ---- | ----------------------------- | --- |
| NHL Hockey          | 1991 | SMD                           | - Glenn Healy (Los Angeles)                                                                          |
| NHLPA Hockey '93    | 1992 | SMD, SNES                     | - Rod Brind'Amour (Philadelphia) - Mike Richter (New York Rangers) - Randy Moller (New York Rangers) |
| NHL '94             | 1993 | DOS†, SCD, SMD, SNES          | - Tomas Sandstrom (Los Angeles) - Andy Moog (Boston)                                                 |
| NHL 95              | 1994 | DOS, GB, GG†, SMD, SNES       | - Alexei Kovalev (New York Rangers) - Kirk McLean (Vancouver)                                        |
| NHL 96              | 1995 | DOS, GB, SMD, SNES            | - Scott Stevens (New Jersey) - Steve Yzerman (Detroit)                                               |
| NHL 97              | 1996 | DOS, PS1, Sat, SMD, SNES, Win | John Vanbiesbrouck (Florida)                                                                         |
| NHL 98              | 1997 | PS1, Sat, SMD, SNES, Win      | Peter Forsberg (Colorado)                                                                            |
| NHL 99              | 1998 | N64, PS1, Win                 | Eric Lindros (Philadelphia)                                                                          |
| NHL 2000            | 1999 | GBC, PS1, Win                 | Chris Pronger (St. Louis)                                                                            |
| NHL 2001            | 2000 | PS1, PS2, Win                 | Owen Nolan (San Jose)                                                                                |
| NHL 2002            | 2001 | GBA, PS2, Win, Xbox           | Mario Lemieux (Pittsburgh)                                                                           |
| NHL 2003            | 2002 | GCN, PS2, Win, Xbox           | Jarome Iginla (Calgary)                                                                              |
| NHL 2004            | 2003 | GCN, PS2, Win, Xbox           | - Dany Heatley (Atlanta)‡ - Joe Sakic (Colorado)                                                     |
| NHL 2005            | 2004 | GCN, PS2, Win, Xbox           | Markus Naslund (Vancouver)                                                                           |
| NHL 06              | 2005 | GCN, PS2, Win, Xbox           | Vincent Lecavalier (Tampa Bay)                                                                       |
| NHL 07              | 2006 | X360, PS2, PSP, Win, Xbox     | Alexander Ovechkin (Washington)                                                                      |
| NHL 08              | 2007 | PS3, X360, PS2, Win           | Eric Staal (Carolina)                                                                                |
| NHL 09              | 2008 | PS3, X360, PS2, Win           | Dion Phaneuf (Calgary)                                                                               |
| 3 on 3 NHL Arcade   | 2009 | PS3, X360                     | None                                                                                                 |
| NHL 10              | 2009 | PS3, X360                     | Patrick Kane (Chicago)                                                                               |
| NHL 11              | 2010 | PS3, X360                     | Jonathan Toews (Chicago)                                                                             |
| NHL Slapshot        | 2010 | Wii                           | Wayne Gretzky (Edmonton)                                                                             |
| NHL 12              | 2011 | PS3, X360                     | Steven Stamkos (Tampa Bay)                                                                           |
| NHL 13              | 2012 | PS3, X360                     | Claude Giroux (Philadelphia)                                                                         |
| NHL 14              | 2013 | PS3, X360                     | Martin Brodeur (New Jersey)                                                                          |
| NHL 15              | 2014 | PS4, XBO, PS3, X360           | Patrice Bergeron (Boston)                                                                            |
| NHL 16              | 2015 | PS4, XBO                      | Jonathan Toews (Chicago)‡                                                                            |
| NHL: Legacy Edition | 2015 | PS3, X360                     | None (Stanley Cup pictured instead)                                                                  |
| NHL 17              | 2016 | PS4, XBO                      | Vladimir Tarasenko (St. Louis)                                                                       |
| NHL 18              | 2017 | PS4, XBO                      | Connor McDavid (Edmonton)                                                                            |
| NHL 19              | 2018 | PS4, XBO                      | P. K. Subban (Nashville)                                                                             |
| NHL 20              | 2019 | PS4, XBO                      | Auston Matthews (Toronto)                                                                            |
| NHL 21              | 2020 | PS4, XBO                      | Alexander Ovechkin (Washington)                                                                      |